# Katal
Katalul (simbol: kat) este unitatea de măsură derivată din Sistemul Internațional folosită pentru cuantificarea activității catalitice a enzimelor.